# Vergèze
Vergèze è un comune francese di 4 318 abitanti situato nel dipartimento del Gard, nella regione dell'Occitania.
Nel territorio ci sono le note fonti di Bouillens, quelle dell'acqua Perrier.

## Società

### Evoluzione demografica
Abitanti censiti